# Mesolamprops denticulatus
Mesolamprops denticulatus är en kräftdjursart som beskrevs av Michel Ledoyer 1983. Mesolamprops denticulatus ingår i släktet Mesolamprops och familjen Lampropidae. Inga underarter finns listade i Catalogue of Life.